# Разтез
Разтез (словен. Raztez) — поселення в общині Кршко, Споднєпосавський регіон, Словенія. Висота над рівнем моря: 309,3 м.